# アンドレス・オペル
アンドレス・オペル（Andres Oper, 1974年11月7日）は、旧ソビエト連邦、エストニア、タリン出身のサッカー選手。ポジションはフォワード。
エストニア代表における最多得点記録を持つ。近年では、2012年10月16日にアンドラはアンドラ・ラ・ベリャで行われた、2014ブラジルワールドカップ欧州予選のアンドラ戦で得点し、38に伸ばした。

## タイトル
クラブ
- FCフローラ・タリン
- エストニアン・トップディヴィジョン:3回

1994-1995,1997-1998,1998
- エストニアンカップ:2回

1995,1998
個人
- エストニアン・フットボーラー・オブ・ザ・イヤー:3回

1999,2002,2005
- エストニアン・シルバーボール:2回

2001,2005